# Скаланн
Скаланн (норв. Skaland) — деревня и административный центр коммуны Берг в фюльке Тромс в Норвегии.  Население города составляло 236 человек в 2001 году. Кроме коммунальной сферы основным работодателем на данной территории является графитовый завод.
Скаланн расположен на побережье Бергсфьорда на северно-западной стороне острова Сенья, в 15 км к юго-западу от деревни Сеньяхопен и около 70 км к юго-западу от города Тромсё.